# Nizina Pendżabska
Nizina Pendżabska – rozległa nizina aluwialna w północno-zachodnich Indiach i Pakistanie, część Niziny Hindustańskiej. Zajmuje powierzchnię ok. 99 200 km² i obejmuje obszar Pendżabu, stanu Hariana oraz Terytorium Stołecznego Delhi bez Shahdary. Od północy nizinę ogranicza pasmo górskie Siwalik, od wschodu rzeka Jamuna, od południa suche tereny Radżastanu, a od północnego zachodu i południowego zachodu odpowiednio rzeki Rawi i Satledź.
Nizina, z wyjątkiem jej południowego krańca, została ukształtowana w paleogenie i neogenie (ok. 65–2,6 mln lat temu) przez nanosy pochodzące z meandrujących rzek Pendżabu. Nizina jest lekko pofałdowana. W północno-wschodniej części osiąga wysokość do 650 m, natomiast na południu wznosi się do 200 m. Na południu występują suche lasy klimatu podrównikowego; w części północnej przeważają lasy monsunowe.
Gospodarka regionu opiera się przede wszystkim na rolnictwie. Duża część niziny jest wykorzystana do uprawy zbóż, bawełny, trzciny cukrowej i roślin oleistych. Występuje rozwinięta sieć kanałów irygacyjnych. Na Nizinie Pendżabskiej znajdują się duże ośrodki przemysłu włókienniczego, maszynowego i chemicznego, do których zalicza się m.in. Delhi, Amritsar, Ludhijana, Dźalandhar i Czandigarh.
Nizina była obszarem wczesnego osadnictwa aryjskiego. Według Mahabharaty stoczyli na niej walkę Pandawowie i Kaurawowie. Nizina znajdowała się pod kontrolą władców hinduskich aż do 1192 roku, kiedy została przejęta przez muzułmanów pod dowództwem Muhammada Ghori. Śmierć mogolskiego władcy Aurangzeba w 1707 roku i osłabienie rządów w Delhi umożliwiły Sikhom przejęcie władzy w regionie. Nizina Pendżabska ma duże znaczenie strategiczne ze względu przebiegającą przez nią granicę Indii z Pakistanem.